# لاولند (آیووا)
لاولند (به انگلیسی: Loveland) شهری در ایالت آیووا کشور ایالات متحده آمریکا است که جمعیت آن در سرشماری سال ۲۰۱۰ میلادی، ۳۵ نفر بوده‌است.